# 在シウダー・デル・エステ中華民国総領事館
在シウダー・デル・エステ中華民国総領事館（ざいシウダー・デル・エステちゅうかみんこくそうりょうじかん、繁体字中国語: 中華民國駐東方市總領事館、スペイン語: Consulado General de la República de China en Ciudad del Este、英語: Consulate-General of the Republic of China in Ciudad del Este）は、パラグアイ第二の都市シウダー・デル・エステに設置されている中華民国（台湾）の総領事館。
1957年7月12日に両国間の外交関係が樹立された後、1988年7月に総領事館が開設された。設立当初の名称は在ストロエスネル市中華民国総領事館（繁体字中国語: 中華民國駐史托斯納爾市總領事館）であったが、後に在シウダー・デル・エステ中華民国総領事館に改称されている。
2023年3月25日にホンジュラスが中華民国（台湾）と断交してサン・ペドロ・スーラの総領事館が閉鎖されたため、爾後、シウダー・デル・エステの総領事館が唯一の中華民国総領事館となっている。

## 住所
Avda. Del Lago, Barrio Boquerón II, Ciudad del Este

## 総領事
2019年12月より、張俊彬（スペイン語: Camilo Chang カミロ・チャン）が総領事を務めている。